# Asturianistes por Nava
Asturianistes por Nava (Asturianistas por Nava) fue un partido político del concejo asturiano de Nava. La marca Asturianistes proviene de una escisión del Partíu Asturianista en 1999 y viene usándose en otros concejos como Piloña (Asturianistes por Piloña), no obstante, no se registró como tal hasta 2005. Su ideología es de carácter asturianista, de izquierda y ecologista. En las elecciones municipales de 2007 se presentaron como parte de la coalición electoral UNIDÁ, que pasados los comicios se constituiría como federación de partidos bajo el nombre de Unidá Nacionalista Asturiana. 
En las últimas elecciones municipales el partido se integró en la coalición Bloque por Asturies-UNA (BA-UNA). Así, su candidatura adoptó la denominación Asturianistes por Nava: Compromisu por Asturies. El partido logró mejorar sus resultados de convocatorias anteriores logrando un tercer concejal. Actualmente forma parte de la federación de partidos Compromisu por Asturies heredera del mismo proceso político de fusión de fuerzas políticas bajo la marca Asturianistes, formalizada en un congreso anual del partido en junio de 2012, con el objetivo de llevarla a otros concejos de Asturias.
Asturianistes per Nava (Asturianistes per Nava) foi un partíu políticu del conceyu asturianu de Nava. La marca *Asturianistes provien d'una dixebra del *Partíu Asturianista en 19991 y vien usándose n'otros conceyos como Piloña (*Asturianistes per Piloña), sicasí, nun se rexistró como tal hasta 2005.2 La so ideoloxía ye de calter asturianista, d'esquierda y ecoloxista. Nes elecciones municipales de 2007 presentáronse como parte de la coalición electoral *UNIDÁ, que pasaos los comicios constituyiríase como federación de partíos sol nome d'Unidá Nacionalista Asturiana.
Nes últimes elecciones municipales el partíu #integrar na coalición Bloque por *Asturies-UNA (*BA-UNA). Asina, la so candidatura adoptó la denominación *Asturianistes per Nava: *Compromisu por *Asturies. El partíu llogró ameyorar les sos resultancies de convocatories anteriores llogrando un tercer conceyal.3 Anguaño forma parte de la federación de partíos *Compromisu por *Asturies heredera del mesmu procesu políticu de fusión de fuerces polítiques so la marca *Asturianistes, formalizada nun congresu añal del partíu en xunu de 2012, coles mires de llevala a otros conceyos d'Asturies.4 

## Representación institucional
Concejales de Asturianistes por Nava, 2011-2015 (Alcaldía):
- Emilio Ballesteros Baños (Alcalde)

- Nisen Ángel Díaz Carazo

- María Belen Fernández García

Concejales de Asturianistes por Nava, 2015-2019:
- Emilio Ballesteros Baños

- Nisen Ángel Díaz Carazo

- Laura Fernández Blanco

Concejales de Asturianistes por Nava, 2023-2027:
- Emilio Ballesteros Baños

- Alicia Vega Carrio

| Predecesor: Partíu Asturianista (PAS) | Asturianistes por Nava 2003 - 2012 | Sucesor: Asturianistes (Compromisu por Asturies) |